# 春秋五霸
春秋五霸，「五霸」又作「五伯」，是指東周春秋時期相繼稱霸的五個諸侯。其說首見于《左傳》。該詞常與戰國七雄並稱。
目前說法有兩種主流：
1. 齊桓公、晋文公、秦穆公、宋襄公、楚莊王（可記為：齊晉秦宋楚）[2]；
2. 齊桓公、晉文公、楚莊王、吴王阖闾、越王勾踐（可記為：齊晉楚吳越）[3]。

## 霸
“霸”（上古漢語：praːɡs）、「霸主」，在先秦古籍，与代表長者的“伯”（上古漢語：praːɡ）实為同字。就像「伯」是指家族中的長子一樣，「霸」意指诸侯中的長者，即诸侯之領袖。在中國春秋时代，「霸」是强大諸侯國君主的頭銜，并无现代的“蛮横无理”的含义。春秋五霸，在古籍往往也写作“五伯”或“五侯伯”。霸主的職責：
- 尊王攘夷（尊周室，攘夷狄，禁篡弑，抑兼併）
- 禁抑篡弑
- 制裁兼併[6]

後世士人研究帝王稱霸的方法，稱霸道，與王道相對。

## 五霸

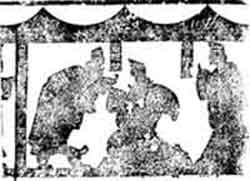
齊桓公與管仲（拓片）

春秋时期的第一个公认的霸主是齊桓公，他是周朝第一大非宗室诸侯国齐国的国君，借助名臣管仲的辅佐，多次举行诸侯会盟，救援被戎狄进攻的卫国、邢国，压制北进中原的楚国，并调解周王室的继承危机，有“九合诸侯，一匡天下”之称。齐桓公举行的诸侯会盟，周天子的代表经常出席，为齐国的霸主地位带来了合法性。
五霸究竟指何五位國君，历来有不同説法：
1. 齐桓公、晋文公、秦穆公、楚庄王、郑庄公。（《辞通》）
2. 齐桓公、晋文公、秦穆公、楚庄王、宋襄公。[2]（《孟子》趙歧注、《吕览》高誘注从之）
3. 齐桓公、晋文公、秦穆公、楚庄王、吴王阖闾。[7]（《白虎通·号篇》）
4. 齐桓公、晋文公、秦穆公、楚庄王、越王勾践。[8]（《s:四子講德論》）
5. 齐桓公、晋文公、秦穆公、宋襄公、吴王夫差。（《漢書·卷十四·諸侯王表·顏師古注》）
6. 齐桓公、晋文公、楚庄王、吴王阖闾、越王勾践。[3][9]（《荀子》）

另有學者认为所谓五霸应為虛指，指諸多位君主，并非实指五位国君。
《白虎通義》中记载两种说法，以夏代昆吾氏，商代大彭氏、豕韋氏與東周齊桓公、晉文公為五霸。另一種說法為，齊桓公、晉文公、秦穆公、楚莊王與吴王阖闾。

## 在位年代（公元）
1. 郑庄公 前744年－前701年
2. 齐桓公 前685年－前643年
3. 秦穆公 前659年－前621年
4. 宋襄公 前650年－前637年
5. 晋文公 前636年－前628年
6. 楚庄王 前613年－前591年
7. 吴王阖闾 前514年－前496年
8. 越王勾践 前496年－前464年
9. 吴王夫差 前495年－前473年

## 外部連結
- 趙鼎新：〈霸權迭興的神話：東周時期戰爭和政治發展〉 （页面存档备份，存于）（2011年）